# Within Temptation

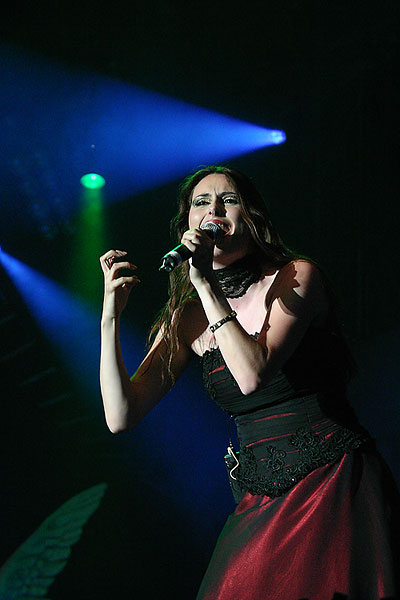
Sängerin Sharon den Adel beim M’era Luna Festival in Hildesheim 2004

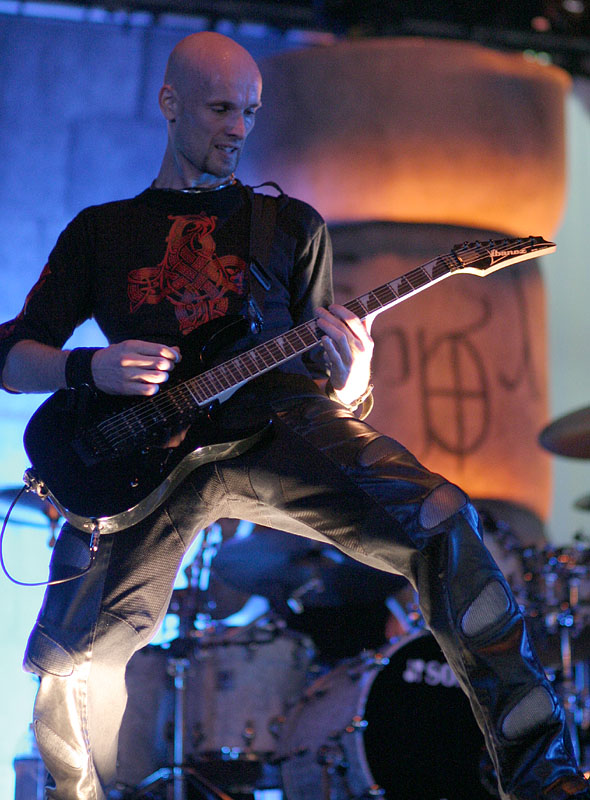
Gitarrist und Sänger Robert Westerholt beim Appelpop-Festival 2004

Within Temptation ist eine niederländische Symphonic-Metal-Band, die 1996 von Sharon den Adel und Robert Westerholt gegründet wurde. Mit weltweit über drei Millionen verkauften Tonträgern gehört die Band zu den erfolgreichsten niederländischen Gruppen.

## Geschichte
Weniger als zwei Monate nach Gründung der Band unterschrieben Within Temptation einen Vertrag mit DSFA Records und im April des nächsten Jahres erschien ihr Debütalbum Enter. Im November 1997 machten sie eine zweiwöchige Tour durch Deutschland und Österreich. 1998 kam eine EP mit dem Titel The Dance heraus.
Nach einem Jahr Auszeit nahmen Within Temptation im Jahr 2000 ein neues Album mit dem Titel Mother Earth auf. Dieses wurde ein erster größerer Erfolg und die Band spielte auf einigen Festivals und Konzerten. Drei Singles folgten: Mother Earth, Our Farewell und Ice Queen.
Der internationale Durchbruch kam jedoch erst 2002: Die Single Ice Queen erreichte Platz eins in den Niederlanden und in Belgien, das Album Mother Earth verkaufte sich mehr als 750.000-mal in Europa und erreichte Dreifach-Platin in den Niederlanden und Gold in Belgien. Die Band spielte auf wichtigen deutschen Festivals (Rock am Ring, Bizarre-Festival, Summer Breeze) und Benelux-Festivals (Ozzfest, Lowlands, Dynamo). Zuvor hatte die Single Mother Earth zu einer Erhöhung des Bekanntheitsgrades in Deutschland geführt. Mother Earth ist der Titelsong der deutschen Version des japanischen Animes X.
Ihr drittes Album The Silent Force erschien am 15. November 2004. Die Single Stand My Ground wurde mehrmals im Radio gespielt und das Album selbst bekam innerhalb der ersten zwei Monate nach Veröffentlichung Platin in den Niederlanden und Gold in Belgien.
Zwei weitere Singles und eine Europatour (mit kleinem Abstecher nach Dubai) folgten. Auch die Festivalbesuche wurden weiterhin gepflegt. Im Sommer trat die Band beim Wacken Open Air in Wacken auf. Die Tour wurde am 22. Juli mit einem großen Konzert auf der Amsterdamer Hafeninsel Java Island vor 10.000 Fans beendet, das am 18. November 2005 auf DVD erschien. Im Juni 2006 mussten Within Temptation ihren Auftritt auf dem Hurricane Festival wegen eines starken Unwetters nach etwa einer Dreiviertelstunde vorzeitig beenden. Trotz Sharon den Adels Warnung „There’s a storm coming up“ kurz nach Beginn des Konzertes hatten nur wenige Festivalbesucher das Gelände verlassen. Noch im selben Monat spielten sie auch auf dem Southside Festival.
Am 30. November 2006 veröffentlichten Within Temptation zusammen mit den Spieleentwicklern von The Chronicles of Spellborn einen Trailer, der Ausschnitte aus dem Spiel zeigt und mit dem Lied The Howling unterlegt ist, das auf dem Album The Heart of Everything zu finden ist.
Am 16. Februar 2007 erschien die Single What Have You Done, bei der die Band von Mina Caputo (damals Keith Caputo) unterstützt wurde. Ihr viertes Album The Heart of Everything folgte am 9. März 2007. Am 22. Juni erschien eine weitere Singleauskopplung mit dem Titel Frozen, deren Erlös an das internationale Kinderhilfswerk „Child Helpline International“ gespendet wurde.
Within Temptation gewann am 1. November 2007 bei den MTV Europe Music Awards 2007 in München den Award in der Kategorie Best Dutch and Belgian Act. Ebenfalls wurde die Band in der Kategorie Rock/Alternative international für den Echo 2008 nominiert, gewannen ihn jedoch nicht.
2008 erschien eine Doppel-DVD mit dem Titel Black Symphony. Die DVD enthält einen Mitschnitt des „Ahoy Rotterdam“-Konzertes vom 7. Februar 2008. Das Konzert war eine Zusammenarbeit von Within Temptation und dem „Metropole Orchestra“.
Im März und April 2010 tourte Within Temptation erneut durch die Beneluxländer und trat dabei in verschiedenen Theatern auf. Nach dem Auftritt am 29. April in Antwerpen verließ Stephen die Gruppe, um sich in seiner eigenen Band zu engagieren und um mehr Zeit mit seiner Familie verbringen zu können.
Am 25. März 2011 erschien das Studioalbum The Unforgiving. Im Anschluss sollte es ursprünglich von Februar bis April eine Europa-Tour geben, diese musste aufgrund von Sharons dritter Schwangerschaft auf September bis November verschoben werden. Am 15. Dezember 2010 begann die Promotion des Albums The Unforgiving mit der Veröffentlichung eines ersten Liedes (Where Is the Edge) auf dem offiziellen Within-Temptation-Kanal bei YouTube., später folgten ein weiteres Lied (Faster) und zwei Kurzfilme zum neuen Album. Am 11. März 2011 erschien das online bereits veröffentlichte Stück Faster als Single.
Mit Beginn der Unforgiving-Welttournee gab die Band bekannt, dass sich Robert Westerholt aus der Funktion als Tourmusiker zurückziehe, um Sharons und seine gemeinsame drei Kinder zu betreuen und auch mehr Zeit für neue Ideen rund um die Musik und die Shows zu entwickeln. Er wurde ersetzt durch Stefan Helleblad, der schon seit längerer Zeit mit der Band zusammenarbeitete, u. a. als Toningenieur.
Am 13. November 2012 spielten sie zu ihrem 15-jährigen Bandbestehen eine große Show, die Elements genannt wurde, im Sportpaleis, Antwerpen.
Die Bandmitglieder schrieben seit 2012 an ihrem neuen Album. Das Album sollte eigentlich im September 2013 veröffentlicht werden. Die Band hat außerdem ein Album mit Coversongs mit dem Titel The Q-Music Sessions veröffentlicht, welche elf der 15 Coversongs enthält, die die Band für die belgische Radio Station Q-Music eingespielt hat. Diese Coversongs sind bekannte Hits, die im Within-Temptation-Stil gespielt wurden.
Am 30. August 2013 wurde von der Band angekündigt, dass das Lied Paradise (What about Us?) – ein Duett mit Tarja Turunen – als EP mit vier Liedern veröffentlicht werde, wobei die anderen drei Titel Demo-Versionen von Liedern des angekündigten neuen Albums seien. Die EP wurde am 21. September veröffentlicht. Das neue Album Hydra erschien schließlich am 22. Januar 2014, unter anderem in Zusammenarbeit mit Xzibit.
Nach einer Pause der Sängerin Sharon den Adel wurde am 20. November 2017 von der Band auf der offiziellen Webseite eine neue Tour für Ende 2018 angekündigt. Es sind Konzerte in 33 Städten in 18 Ländern geplant.  2019 und 2025 trat die Band beim Wacken Open Air auf.

## Stil
Enter und The Dance sind dem Gothic Metal zuzuordnen. So steuerte beispielsweise der Gitarrist Robert Westerholt bei einigen Liedern Grunts bei, was in den darauf folgenden Liedern nicht mehr der Fall war. Das Album The Silent Force dagegen setzt mit einem großen Orchester eher auf Symphonic Metal. Das Album Mother Earth liegt zwischen diesen beiden Stilen. Charakteristisch für den Gesang von Sharon den Adel ist vor allem die sehr hohe Stimmlage. Mit dem 2011 erschienenen Album The Unforgiving kamen noch typische Power-Metal-Elemente, wie die typischen Gitarrensoli und schnellen Gitarrenriffs dazu.

## Diskografie
Studioalben

| Jahr | Titel Musiklabel                          | Höchstplatzierung, Gesamtwochen, AuszeichnungChartplatzierungen (Jahr, Titel, Musiklabel, Platzierungen, Wochen, Auszeichnungen, Anmerkungen) | Höchstplatzierung, Gesamtwochen, AuszeichnungChartplatzierungen (Jahr, Titel, Musiklabel, Platzierungen, Wochen, Auszeichnungen, Anmerkungen) | Höchstplatzierung, Gesamtwochen, AuszeichnungChartplatzierungen (Jahr, Titel, Musiklabel, Platzierungen, Wochen, Auszeichnungen, Anmerkungen) | Höchstplatzierung, Gesamtwochen, AuszeichnungChartplatzierungen (Jahr, Titel, Musiklabel, Platzierungen, Wochen, Auszeichnungen, Anmerkungen) | Höchstplatzierung, Gesamtwochen, AuszeichnungChartplatzierungen (Jahr, Titel, Musiklabel, Platzierungen, Wochen, Auszeichnungen, Anmerkungen) | Höchstplatzierung, Gesamtwochen, AuszeichnungChartplatzierungen (Jahr, Titel, Musiklabel, Platzierungen, Wochen, Auszeichnungen, Anmerkungen) | Anmerkungen                                                 |
| Jahr | Titel Musiklabel                          | DE | AT | CH | UK | US | NL | Anmerkungen                                                 |
| ---- | ----------------------------------------- | --- | --- | --- | --- | --- | --- | ----------------------------------------------------------- |
| 1997 | Enter DSFA Records (Intercord)            | — | — | — | — | — | NL32 (20 Wo.)NL | Erstveröffentlichung: 7. April 1997                         |
| 2000 | Mother Earth DSFA Records (WMG)           | DE7 Gold · (41 Wo.)DE | AT30 (6 Wo.)AT | CH70 (2 Wo.)CH | — | — | NL3 Platin (Zomba Records) + Platin (Sony Music) · (57 Wo.)NL                                                                                 | Erstveröffentlichung: 2. Dezember 2000 Verkäufe: + 295.000  |
| 2004 | The Silent Force Gun Records (BMG)        | DE5 Platin · (32 Wo.)DE | AT12 (15 Wo.)AT | CH22 (8 Wo.)CH | UK— SilberUK | — | NL1 Platin · (56 Wo.)NL | Erstveröffentlichung: 15. November 2004 Verkäufe: + 650.000 |
| 2007 | The Heart of Everything Gun Records (BMG) | DE5 Gold · (18 Wo.)DE | AT12 (10 Wo.)AT | CH8 (11 Wo.)CH | UK38 Silber · (2 Wo.)UK | US106 (3 Wo.)US | NL1 Gold · (52 Wo.)NL | Erstveröffentlichung: 9. März 2007 Verkäufe: + 220.000      |
| 2011 | The Unforgiving Dragnet (Sony)            | DE7 Gold · (18 Wo.)DE | AT7 (6 Wo.)AT | CH9 (12 Wo.)CH | UK23 (2 Wo.)UK | US50 (2 Wo.)US | NL2 (33 Wo.)NL | Erstveröffentlichung: 25. März 2011 Verkäufe: + 125.000     |
| 2013 | The Q-Music Sessions BMG (BMG)            | — | — | — | — | — | — | Erstveröffentlichung: 19. April 2013 Coveralbum             |
| 2014 | Hydra BMG (BMG)                           | DE4 (13 Wo.)DE | AT5 (8 Wo.)AT | CH2 (13 Wo.)CH | UK6 (3 Wo.)UK | US16 (2 Wo.)US | NL1 (21 Wo.)NL | Erstveröffentlichung: 22. Januar 2014                       |
| 2019 | Resist Vertigo Records (UMG)              | DE1 (9 Wo.)DE | AT4 (4 Wo.)AT | CH2 (7 Wo.)CH | UK15 (1 Wo.)UK | US129 (1 Wo.)US | NL2 (5 Wo.)NL | Erstveröffentlichung: 1. Februar 2019                       |
| 2023 | Bleed Out Force Music (Music on CD/Vinyl) | DE5 (4 Wo.)DE | AT8 (2 Wo.)AT | CH4 (4 Wo.)CH | UK69 (1 Wo.)UK | — | NL2 (2 Wo.)NL | Erstveröffentlichung: 20. Oktober 2023                      |

## Auszeichnungen
- 3FM Awards
  - 2006: in der Kategorie „Best Rock Artist“
  - 2007: in der Kategorie „Best Rock Artist“
  - 2009: in der Kategorie „Best Live Act“
- Buma Export Awards
  - 2006
- Conamus Export Awards
  - 2003, 2004, 2005
- Edision Awards
  - 2003: in der Kategorie „Best Live DVD“ (Mother Earth Tour)
  - 2005: in der Kategorie „Best Band“
- Female Metal Voices Fest Awards
  - 2009: in der Kategorie „Best Album“ (The Heart of Everything)
- Golden God Awards
  - 2006: in der Kategorie „Best Video“ (Angels)
- Harp Awards
  - 2002: „Silber“
  - 2009: „Gold“
- MTV Europe Music Awards
  - 2007: in der Kategorie „Best Dutch and Belgian Act“
- Popprijs Awards
  - 2005
- TMF Awards
  - 2002: in der Kategorie „Most Promising Act“
  - 2002: in der Kategorie „Best Rock National“
  - 2005: in der Kategorie „Best Rock National“
  - 2007: in der Kategorie „Best Live Act“
  - 2007: in der Kategorie „Best Video“
- World Music Awards
  - 2005: in der Kategorie „Best Selling Dutch Act“
  - 2007: in der Kategorie „Best Selling Dutch Act“
- Metal Hammer Awards
  - 2014: in der Kategorie „Best Live Act“